# Ружичастоглава патка
Ружичастоглава патка (лат. Rhodonessa caryophyllacea) је велика патка из потпородице ронилаца која је највероватније изумрла 1950-их. Међутим, многи научници сматрају да није изумрла, него је критично угрожена.

## Опис
Многи је мешају са патком гогољицом. Дугачка је 41 - 43 центриметра. Распон крила јој је 25 центиметара. Тело јој је чоколадносмеђе боје. Врат јој је дугачак, а глава је шиљата и дуга. Мужјак има ружичасти кљун, главу и врат, а женка бледоружичасту главу и врат са блеђим кљуном. крила су смеђе и зелене боје, а на рубовима бела. Ноге су дугачке, а боја им је смеђа до црвенкастоцрне. Женке и млади су блеђи од мужјака.

## Станиште и начин живота
Ружичастоглава патка гнезди се у равничарским мочварама и барама. Најчешће плива на површини воде, ретко зарони, али на мање дубине. Јако је друштвена птица, често се налази у скупинама од 30 или више јединки. Исхрана се углавном састоји од ракова, мекушаца и водених биљака које узима окренута наопако.

## Размножавање
Сезона парења је од априла до маја. Ружичастоглава патка гради гнездо на 500 метара удаљености од најближе воде. Гнездо се састоји од суве траве и мало перја. Кружног је облика са 23 центиметра обима. Гради се у подручјима густе вегетације. У гнезду се налази 5 - 10 јаја сиво-беле боје. Претпоставља се да инкубација траје два месеца. Живи око 12 година.

## Таксономија
Године 1790. Џон Латам је ову птицу описао као чланицу рода Anas. Описујући врсту, могуће је да се користио сликарством из збирке Лејди Импеј, супруге Елијана Импеја, врховног судије у Калкути од 1774. до 1783.
Род Rhodonessa првобитно је направљен само за ову врсту. Жан Делакур и Ернест Мајер су у исправљање класификације породице патака сматрали ненормалним то што је ружичастоглава патка смештена међу праве патке, зато што има другачији облик пете, налази храну на површини воде. све је то довело до одвајања ове врсте у посебан род.

## Статус
Ова патка некад је живела у источној Индији, Бангладешу и северном Мјанмару, али је данас вероватно изумрла.

## Изумирање
Птица је наводно виђена у Мјанмару 2006, али без чврстих доказа, тако да је неки већ сматрају изумрлом.